# Levantamento de peso nos Jogos Pan-Americanos de 2007 - Até 63 kg feminino
A categoria até 63 kg feminino do levantamento de peso nos Jogos Pan-Americanos de 2007 foi disputada no Pavilhão 2 do Complexo Esportivo Riocentro com nove halterofilistas de oito países.

## Medalhistas
| Ouro   | COL Leidy Solís      |
| Prata  | CAN Christine Girard |
| Bronze | USA Natalie Woolfolk |

## Resultados
| Pos.              | Atleta                         | Grupo | Peso  | Arranque (kg) | Arranque (kg) | Arranque (kg) | Arranque (kg) | Arremesso (kg) | Arremesso (kg) | Arremesso (kg) | Arremesso (kg) | Total (kg) |
| Pos.              | Atleta                         | Grupo | Peso  | 1             | 2             | 3             | Result.       | 1              | 2              | 3              | Result.        | Total (kg) |
| ----------------- | ------------------------------ | ----- | ----- | ------------- | ------------- | ------------- | ------------- | -------------- | -------------- | -------------- | -------------- | ---------- |
| Medalha de ouro   | COL Leidy Solís                | A     | 62,75 | 97            | 100           | 100           | 100           | 120            | 124            | 124            | 124            | 224        |
| Medalha de prata  | CAN Christine Girard           | A     | 63,00 | 94            | 94            | 94            | 94            | 120            | 127            | 131            | 127            | 221        |
| Medalha de bronze | USA Natalie Woolfolk           | A     | 62,60 | 98            | 98            | 100           | 98            | 110            | 115            | 117            | 115            | 213        |
| 4                 | BRA Liliane Lacerda            | A     | 62,55 | 83            | 87            | 90            | 90            | 102            | 106            | 110            | 106            | 196        |
| 5                 | CAN Tania Whalen               | A     | 61,65 | 83            | 86            | 88            | 86            | 103            | 106            | 109            | 109            | 195        |
| 6                 | CUB Edilia Amoro               | A     | 62,60 | 68            | 73            | 75            | 75            | 88             | 93             | 95             | 95             | 170        |
| –                 | MEX Luz Mercedes Acosta        | A     | 62,50 | 97            | 97            | 97            | –             |                |                |                |                | DNF        |
| –                 | PER Gavy Gutiérrez             | A     | 62,05 | 67            | 70            | 70            | –             |                |                |                |                | DNF        |
| –                 | PUR Solsiris Francisco Cabrera | A     | 62,40 | 92            | 92            | 92            | –             |                |                |                |                | DNF        |

Legenda
| Recorde mundial                  | Recorde mundial (World record)               |                       | Recorde africano                      | Recorde africano (African) |                                           | Q | Classificado por posição (Qualified) |
| Recorde dos Jogos Pan-Americanos | Recorde pan-americano (Pan-American record)  | Recorde da América    | Recorde da América (Americas)         | q                          | Classificado por melhor tempo (Qualified) |   |                                      |
| Melhor marca do ano              | Melhor marca do ano (World leading)          | Recorde asiático      | Recorde asiático (Asian)              | DNS                        | Não largou (Did not start)                |   |                                      |
| Recorde nacional                 | Recorde nacional (National record)           | Recorde europeu       | Recorde europeu (European)            | DNF                        | Não terminou (Did not finish)             |   |                                      |
| Recorde pessoal                  | Recorde pessoal do atleta (Personal best)    | Recorde da Oceania    | Recorde da Oceania (Oceania)          | DSQ / DQ                   | Desclassificado (Disqualified)            |   |                                      |
| Recorde da temporada             | Recorde da temporada do atleta (Season best) | Recorde sul-americano | Recorde sul-americano (South America) | NM                         | Sem marca (No mark)                       |   |                                      |